# Çetinkaya Türk Spor Kulübü
El Çetinkaya Türk Spor Kulübü és un club de futbol turc-xipriota de la ciutat de Nicòsia.

## Història
El Lefkoşa Türk Spor Kulübü fou fundat el 3 de gener de 1930, i fou un dels membres fundadors de la Lliga xipriota de futbol el 1934, l'únic club turco-xipriota (els altres 7 eren greco-xipriotes: AEL Limassol, Trast AC, Olympiakos Nicòsia, Aris Limassol, APOEL, Anorthosis Famagusta i EPA Làrnaca).
El club es fusionà amb el Çetinkaya Türk Asnaf Ocağı (fundat el 1943) l'any 1949, canviant el seu nom pel de Çetinkaya Türk Spor Birliği.
Després de la formació de la Federació Turco-xipriota de Futbol el 1955, el club esdevingué membre fundador de la Lliga xipriota de futbol. El Çetinkaya Türk és l'únic club que ha guanyat les dues lligues de Xipre, la turca i la grega, les dues copes i les dues supercopes.

## Estadi
L'estadi del club és el Lefkoşa Atatürk Stadı. Abans d'abandonar el campionat xipriota jugava al Vell Estadi GSP.

## Palmarès
- Lliga xipriota de futbol:[2]
  - 1951
- Copa xipriota de futbol:[3]
  - 1952, 1954
- Supercopa xipriota de futbol:[4]
  - 1951, 1952, 1954
- Lliga turco-xipriota de futbol:[5]
  - 1957-58, 1959-60, 1960-61, 1961-62, 1969-70, 1996-97, 1997-98, 1999-00, 2001-02, 2003-04, 2004-05, 2006-07
- Copa turco-xipriota de futbol:[6]
  - 1956, 1957, 1958, 1959, 1960, 1963, 1969, 1970, 1976, 1991, 1992, 1993, 1996, 1999, 2001, 2006
- Cumhurbaşkanlığı Kupası (supercopa):
  - 1991, 1992, 1993, 1996, 1998, 2001, 2006
- Dr. Fazıl Küçük Kupası:
  - 1992, 1993, 1996, 1998, 2000